# Municipio de Österåker
Österåker (en sueco: Österåkers kommun) es un municipio de la provincia de Estocolmo, Suecia, en la provincia histórica de Uppland. Su sede se encuentra en la ciudad de Åkersberga. El municipio actual se formó en 1983 tras la división el municipio de Vaxholm, del que formó desde 1974.

## Localidades
Hay 11 áreas urbanas (tätort) en el municipio:
| #  | Tätort               | Población |
| -- | -------------------- | --------- |
| 1  | Åkersberga           | 34 246    |
| 2  | Svinninge            | 2501      |
| 3  | Bammarboda           | 661       |
| 4  | Nyhagen y Översättra | 649       |
| 5  | Rydbo                | 603       |
| 6  | Solberga             | 478       |
| 7  | Spånlöt              | 474       |
| 8  | Täljö                | 457       |
| 9  | Nolsjö y Mellansjö   | 363       |
| 10 | Stava                | 359       |
| 11 | Laggarsvik y Linanäs | 307       |